# Mallestigit
Mallestigit ist ein sehr selten vorkommendes Mineral aus der Mineralklasse der „Sulfate, einschließlich Selenate, Tellurate, Chromate, Molybdate und Wolframate“. Es kristallisiert im hexagonalen Kristallsystem mit der chemischen Formel Pb3Sb(SO4)(AsO4)(OH)6·3H2O, ist also chemisch gesehen ein wasserhaltiges Blei-Antimon-Sulfat-Arsenat mit zusätzlichen Hydroxidionen.
Mallestigit bildet langprismatische, quarzähnliche Kristalle bis zu 5 mm Länge, die typischerweise zu divergentstrahligen, garben- oder fächerförmigen Aggregaten zusammentreten. Das Mineral sitzt zusammen mit Anglesit, Brochantit, Langit, Linarit und Schultenit auf verwittertem erzhaltigem Material aus polymetallischen Buntmetalllagerstätten, welches u. a. Galenit und Tetraedrit enthält. Bei der Alteration dieser Primärerze hat sich der Mallestigit auch gebildet.

## Etymologie und Geschichte

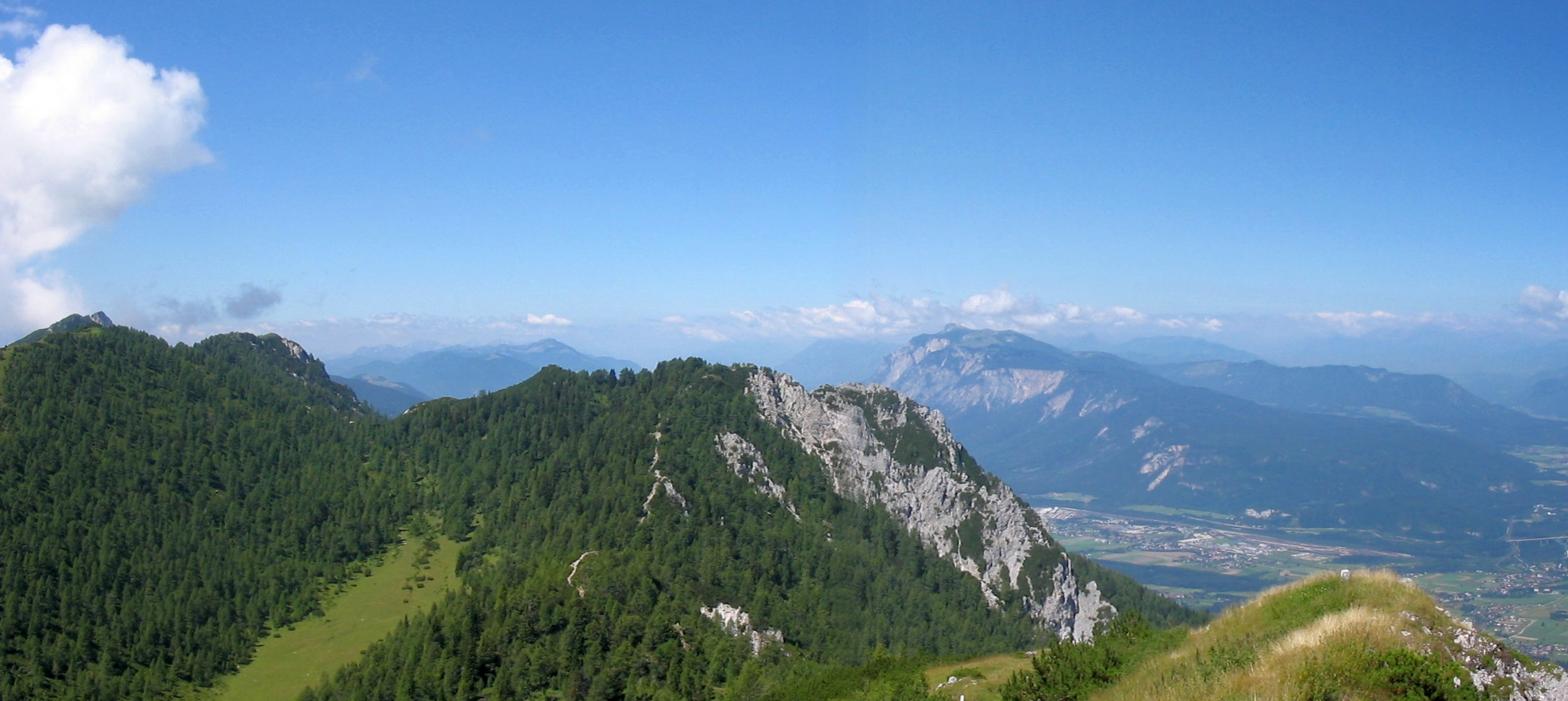
Der „Mallestiger Mittagskogel“ (Bildmitte), nach dem der Mallestigit benannt wurde

Erstmals berichtete 1996 Manfred Puttner von einem auf den Halden des ehemaligen Erzabbaus von Neufinkenstein-Grabanz am Mallestiger Mittagskogel gefundenen, neuen Mineral, welches ursprünglich für Fleischerit gehalten wurde. Ebenfalls 1996 stellte ein Team österreichischer Mineralogen mit Isabella Sima, Karl Ettinger und Franz Walter von der Karl-Franzens-Universität Graz, Brigitte Koppelhuber-Bitschnau von der Technischen Universität Graz und Josef Taucher vom Universalmuseum Joanneum in Graz diese Phase auf der MinPet ’96, der Gemeinschaftstagung der Schweizerischen Mineralogischen und Petrographischen Gesellschaft (SMPG) und der Österreichischen Mineralogischen Gesellschaft (ÖMG), als neues Mineral vor. Nach der Einreichung dieser Verbindung bei der IMA erfolgte deren Anerkennung als neues Mineral unter der Nummer „IMA 1996-043“ noch im selben Jahr. Im Jahre 1998 erschien die Erstbeschreibung des Mallestigits als „Extended Abstract“ in den „Mitteilungen der Österreichischen Mineralogischen Gesellschaft“. Weitere Daten wurden erst Joseph Anthony Mandarino für seine Kolumne „New Minerals“ im Wissenschaftsmagazin „The Canadian Mineralogist“ durch Franz Walter zur Verfügung gestellt. Isabella Sima benannte das Mineral nach seiner Typlokalität am Mallestiger Mittagskogel als „Mallestigit“.
Zum Aufbewahrungsort des Typmaterials des Mallestigits existieren keine Angaben.

## Klassifikation
Bereits in der mittlerweile veralteten, aber noch gebräuchlichen 8. Auflage der Mineralsystematik nach Strunz gehörte der Mallestigit zur Mineralklasse der „Sulfate, Chromate, Molybdate, Wolframate“ und dort zur Abteilung der „Wasserfreie Sulfate, mit fremden Anionen“, wo er zusammen mit Schaurteit, Despujolsit und Fleischerit die Schaurteit-Gruppe mit der System-Nr. VI/D.11 bildete.
Die seit 2001 gültige und von der International Mineralogical Association (IMA) verwendete 9. Auflage der Strunz’schen Mineralsystematik ordnet den Mallestigit ebenfalls in die Abteilung der „Sulfate (Selenate usw.) mit zusätzlichen Anionen, mit H2O“ ein. Diese ist allerdings weiter unterteilt nach der relativen Größe der beteiligten Kationen, so dass das Mineral entsprechend seiner Zusammensetzung in der Unterabteilung „Mit großen und mittelgroßen Kationen“ zu finden ist, wo es ebenfalls zusammen mit Schaurteit, Despujolsit und Fleischerit die Fleischeritgruppe mit der System-Nr. 7.DF.25 bildet.
Die im englischen Sprachraum gebräuchliche Systematik der Minerale nach Dana ordnet den Mallestigit ebenfalls in die Klasse der „Sulfate, Chromate und Molybdate“ und dort in die Abteilung der „Hydratisierten Sulfate mit Hydroxyl oder Halogen“ ein. Hier ist er zusammen mit Despujolsit, Fleischerit und Schaurteit in der Despujolsitgruppe mit der System-Nr. 31.07.06 innerhalb der Unterabteilung der „Wasserhaltigen Sulfate mit Hydroxyl oder Halogen mit (A+B2+)2(XO4)Zq • x(H2O)“ zu finden.

## Chemismus
Mittelwerte aus 14 Mikrosondenanalysen an Mallestigit vom Mallestiger Mittagskogel ergaben Gehalte von 65,67 % PbO2, 14,68 % Sb2O5, 9,71 % As2O5, 8,64 % SO3 und 10,38 % H2O (berechnet). Daraus ergibt sich die empirische Formel Pb3,06Sb0,95[(SO4)1,12(AsO4)0,88]Σ=2,00(OH)5,99·3,01H2O, die zu Pb3Sb(SO4)(AsO4)(OH)6·3H2O idealisiert werden kann. Die empirische Formel stimmt gut mit der aus der Strukturverfeinerung resultierenden kristallchemischen Formel [9]Pb3[6]Sb[(S0,95As0,05)O4][(As0,86S0,14)O4](OH)6·3H2O überein, wobei in den eckigen Klammern die Koordinationszahl der jeweiligen Position in der Kristallstruktur angegeben ist.

## Kristallstruktur
Mallestigit kristallisiert hexagonal in der Raumgruppe P63/m (Raumgruppen-Nr. 176) mit den Gitterparametern a = 8,938 Å und c = 11,098 Å sowie zwei Formeleinheiten pro Elementarzelle.
Das Gerüst der Struktur des Mallestigits bilden zwei in Richtung der c-Achse [001] übereinanderliegende Sb(OH)6-Oktaeder, welche über Pb2+ miteinander verknüpft sind. Die aus den Bindungslängen Sb–O4(OH) resultierenden Winkel entsprechen im Mittel idealen Oktaederwinkeln. Pb ist in einer unregelmäßigen [9]er-Koordination von vier O4(OH), zwei O2W, einem O3(T1), einem O3(T2) und einem O1(T2) umgeben. Die Pb-Atome liegen mit den H2O-Molekülen in einer Ebene und bilden einen sechsgliedrigen Ring. S und As weisen eine [4]er-Koordination mit O auf und teilen sich eine vierzählige Punktlage. Eine Verfeinerung der Besetzung ergab ein S:As-Verhältnis nahe 1:1, welches auch die chemische Analyse betätigte. Der Spitzensauerstoff für As(T1) weist keine weitere Bindung zu einem Kation auf und wird über drei starke Wasserstoffbrückenbindungen (O1(T1)–O2(W) = 2,54 Å) abgesättigt.

## Eigenschaften

### Morphologie
Mallestigit bildet nach [001] langprismatische Kriställchen von bis zu 2 mm Länge und 0,4 mm Dicke, die zu 3 mm großen, divergentstrahligen, garben- oder fächerförmigen Aggregaten zusammentreten. Verbreitet sind ferner auch verfilzte Aggregate sowie Einzelkristalle. Mallestigitkristalle aus den antiken Schlacken der Juliushütte bei Astfeld im Nordharz erreichen sogar Längen bis zu 5 mm. Trachbestimmende Flächenform ist das hexagonale Prisma {1010}, die Endflächen werden von entweder von der hexagonalen Dipyramide {1011} allein oder zusammen mit denen des Basispinakoids {0001} gebildet (vgl. dazu auch die nebenstehenden Kristallzeichnungen). Die Pyramiden und Prismenflächen sind mitunter rau, meist aber glatt. Insgesamt ähnelt die Morphologie der Mallestigitkristalle der von Hochquarz oder von Mimetesit.

### Physikalische und chemische Eigenschaften
Mallestigitkristalle sind farblos-wasserklar oder gelblich bzw. orange gefärbt. Ihre Strichfarbe ist dagegen immer weiß. Die Oberflächen der durchscheinenden bis durchsichtigen Kristalle weisen einen starken diamantartigen Glanz auf, was gut mit der sehr hohen Doppelbrechung des Minerals (δ = 0,041) übereinstimmt.
An den Kristallen des Mallestigits wurde keine Spaltbarkeit festgestellt. Das Mineral bricht aufgrund seiner Sprödigkeit aber ähnlich wie Kainit oder Kernit, wobei die Bruchflächen splittrig ausgebildet sind. Mallestigit weist eine Vickershärte von VHN10 = 176 kg/mm2 auf, was einer Mohshärte von 4 entspricht, und gehört damit zu den mittelharten Mineralen, die sich ähnlich wie das Referenzmineral Fluorit mit dem Taschenmesser leicht ritzen lassen. Gemessene Werte für die Dichte des Mallestigits existieren nicht, die berechnete Dichte für das Mineral beträgt 4,91 g/cm³.

## Bildung und Fundorte
Mallestigit fand sich erstmals auf Halden eines ehemaligen Cu-Pb-Zn-Bergbaus in engen Klüften eines Kalksteins, wo er sich bei der Verwitterung der primären Erzminerale Galenit und Tetraedrit gebildet hat. Blei und Antimon stammen dabei aus der Zersetzung dieser ehemaligen sulfidischer Erzminerale. Als Begleitminerale wurden Anglesit, Brochantit, Langit, Linarit und Schultenit identifiziert.
Als sehr seltene Mineralbildung konnte Mallestigit bisher (Stand 2016) nur von fünf Fundpunkten beschrieben werden. Die Typlokalität des Mallestigits sind die 1 km nordwestlich des „Mallestiger Mittagskogels“ liegenden Halden des ehemaligen Cu-Pb-Zn-Bergbaus „Neufinkenstein-Grabanz“ bei Finkenstein, Karawanken, Kärnten, Österreich (Koordinaten der Halde am Mallestiger Mittagskogel).
Zwei weitere Fundorte in Österreich sind der „Gilgenstollen“ am Westhang des Silberbergs im Revier „Geyer - Silberberg“ bei Rattenberg, Bergbaubezirk Schwaz-Brixlegg im Inntal, Tirol, und das ehemalige Arsen- und Goldbergbaugebiet am Straßegg-Pass bei Gasen unweit Birkfeld, Steiermark.
Der weltweit zweite Fundort war das Schlackenvorkommen der „Herzog-Julius-Hütte“ nördlich des Granestausees bei Astfeld, 3,5 km westnordwestlich von Goslar, Harz, Niedersachsen, Deutschland. Mit der Deponierung der Schlacken wurde hier bereits um 1270 begonnen, die Schmelzhütte wurde 1868 geschlossen. In Hohlräumen des Schlackenmaterials fanden sich bis 5 mm lange, quarzähnliche Mallestigitkristalle, die an einem Ende gelegentlich szepterartige Verdickungen aufweisen, wie es auch die nebenstehende Zeichnung zeigt.
Der dritte Fundpunkt für Mallestigit ist das alte Cu-Ag-Bergwerk der „Miniera di Monte Avanza“ bei Forni Avoltri, Friaul-Julisch Venetien, Italien. Die hier gefundenen Mallestigitkristalle sind nach [001] gestreckt, farblos bis orange gefärbt und bis 2 mm lang und 0,5 mm dick. Im Gegensatz zu den Kristallen der Typlokalität werden die Endflächen meist vom Basispinakoid gebildet.

## Verwendung
Mallestigit ist aufgrund seiner Seltenheit lediglich für Mineralsammler interessant.